# Bürokratiewachstum
Bürokratiewachstum oder auch Bürokratisierung ist die zunehmende Ausweitung staatlicher oder industrieller Bürokratie mit wachsender Tiefe der hierarchischen Ordnungen.
Der Frage, warum die Bürokratie wächst, widmet sich vor allem die Finanzwissenschaft. An dieser Stelle können mehrere Modelle vorgestellt werden, die das Wachstum der Verwaltung teilweise zu erklären vermögen. Zum einen ist dies das Modell von William J. Baumol (1967), zum anderen jenes von William A. Niskanen (1971). Als drittes Erklärungsmodell kann man die Untersuchungen von Cyril Northcote Parkinson hinzuziehen. Bürokratisierung ist zudem aus philosophischer und soziologischer Sicht betrachtbar.

## Das Modell nach Baumol
In Baumols Konzeption ist das Bürokratiewachstum eine (natürliche) Folge von Strukturwandel und Produktivitätsunterschieden im privaten und im öffentlichen Sektor. Der Privatsektor – so Baumol – produziere kapitalintensive Industriegüter, während der öffentliche Sektor arbeitsintensive Dienstleistungen bereitstelle. Deshalb sei das Produktivitätswachstum im privaten Sektor größer als in der Bürokratie. Somit kommt es zu einer relativen Verteuerung öffentlicher Dienstleistungen (der Relativpreis der öffentlichen Güter steigt). In dem Zusammenhang spricht man auch vom unbalanced growth. Gleichzeitig aber steigen die Löhne in beiden Sektoren auf dasselbe Niveau, denn Lohnunterschiede würden zur Abwanderung von Arbeitskräften in den besser bezahlten Wirtschaftszweig führen. Somit erhellt sich, dass die Lohnkosten und insbesondere die Lohnstückkosten in der Bürokratie steigen, während sie im privaten Sektor konstant bleiben.
Baumols These kann kritisiert werden. Zum einen ist es teils fraglich, ob der private Sektor tatsächlich kapitalintensiv produziert. In vielen post-industriellen Volkswirtschaften trägt der (arbeitsintensive) Dienstleistungssektor einen beachtlichen Teil zum BIP bei. Zum zweiten spricht die Forderung nach Lohngleichheit in sämtlichen Sektoren gegen dieses Modell. Wie allgemein bekannt sein dürfte, ist das natürlich nicht der Fall. Gerade die Lohnstruktur im öffentlichen Sektor unterscheidet sich von jener im privaten Sektor. Zudem ist es fraglich, ob die Wanderung von einem zum anderen Wirtschaftszweig reibungslos vor sich geht (z. B. Umschulungen).
Dennoch: Baumol konnte mit seinem Ansatz eine plausible Erklärung für das Wachstum der Staatsverwaltung liefern. Selbst wenn man es vielseitig kritisieren mag, unter den gegebenen Voraussetzungen ist es in sich stimmig.

## Das Modell nach Niskanen
Niskanens Modell liegt ein wesentlich pessimistischeres Bild der Bürokratie zugrunde. Wenn Baumol noch exogene Faktoren (Strukturwandel, Produktivitätsunterschiede) betrachtete, geht Niskanen davon aus, dass sich die Bürokraten am maximalen Eigennutzen und minimalen Risiko orientieren. Um dies zu erhellen, muss von einem herkömmlichen Nachfrage-Angebots-Modell ausgegangen werden. Im Schnittpunkt der beiden Kurven liegt die effiziente Menge an öffentlichen Gütern. Es gibt nun nach Niskanen drei Gründe, weshalb die Bürokratie diese wohlfahrtsoptimale Menge nicht oder nur unter gewissen Bedingungen bereitstellt.
- Die Bürokratie maximiert ihren Nutzen, indem sie ihr Budget steigert. Das führt zu einer Ausweitung des Angebots öffentlicher Güter über die wohlfahrtsoptimale Menge hinaus, nämlich bis zum sog. Niskanen-Punkt. Dort wird eine Menge bereitgestellt, die dem Parlament (d. h. dem Volk) gerade noch einen minimalen Nutzen stiftet, so dass das Projekt angenommen wird. Da zwischen Bürokratie und Parlament eine Informationsasymmetrie besteht, weiß die Volksvertretung nicht, dass das eben bewilligte Budget nicht wohlfahrtsoptimal ist. Ein anschauliches Beispiel für die Einsichtigkeit dieses Arguments sind Armeeausgaben. Die Verwaltung – in der Regel das Verteidigungsministerium – beschafft regelmäßig neue Flugzeuge, Panzer etc. mit dem Argument, die Sicherheit des Landes erfordere dies. In der Regel sind diese Budgets überdimensioniert und entsprechen nicht im gleichen Maße einem Wachstum an Einsatzpotential. Eine bescheidenere Budgetierung würde mit verkleinerten Stabsfunktionen die Sicherheit ebenfalls garantieren.

- Eine zweite Möglichkeit der Nutzenmaximierung besteht für die Bürokratie in der Abschöpfung der Konsumentenrente durch gezielte Erhöhung der Fixkosten für ein Projekt. Das heißt also, dass zwar eine wohlfahrtsoptimale Menge bereitgestellt wird, dies aber unter zu hohen Fixkosten. Bspw. könnte die Verwaltung zu Erfüllung ihrer Aufgaben angeben, diese oder jene „Luxusausstattung“ an Produktionsfaktoren zu benötigen. Wiederum verhindert eine Informationsasymmetrie die Kontrolle durch das Parlament. Beispiele dieser Hypothese können sein: die reich ausgeschmückten Regierungsgebäude, die luxuriösen Autos, die leicht höheren Löhne gegenüber dem Privatsektor, landesinterne Flugreisen etc.

- Die dritte Möglichkeit besteht aus einer Kombination der beiden ersten. So kann beispielsweise die Bürokratie die Menge des öffentlichen Gutes leicht über das Wohlfahrtsoptimale, aber nicht bis zum Niskanenpunkt anheben. Gleichzeitig wird ein wenig Rente abgeschöpft.

Siehe hierzu: X-Ineffizienz
Abschließend sei bemerkt, dass Niskanens Modell durchaus kritisiert werden kann. So wird beispielsweise ein höheres Budget langfristig zu höheren Steuern führen, was natürlich unpopulär ist. Spätestens dann werden auch die Parlamentarier nicht mehr jeden Budgetzuwachs absegnen.
Es ist auch nicht zwingend, dass die Informationsasymmetrie zwischen Parlament und Verwaltung dermaßen beträchtlich ist. Immerhin verfügen moderne Parlamente über Kommissionen, Fachausschüsse und in beschränkterem Umfang auch Expertenwissen.
Ferner gibt es eine kritische Öffentlichkeit, in der Experten (z. B. Wissenschaftler und Forscher) sehr gut in der Lage sind, überdimensionierte Projekte zu erkennen und dies entsprechend kritisch zu äußern.
Letztlich ist auch die Annahme der Nutzenmaximierung mit neueren und neusten Erkenntnisse der Wirtschaftswissenschaften nicht kompatibel.
Fazit: Niskanens Modell ist plausibel und mag wohl ein Stück weit das Wachstum der Bürokratie erklären. Jedoch kann/darf es nicht kritiklos hingenommen werden.

## Das Modell nach Parkinson
Die von Cyril Northcote Parkinson aufgestellten Parkinsonschen Gesetze enthalten unter anderem folgende Lehrsätze, die seines Erachtens in vielen Büros der Welt Gültigkeit haben:
1. Jeder Beamte und Angestellte wünscht die Zahl seiner Untergebenen, nicht jedoch die Zahl seiner Rivalen zu vergrößern.
2. Beamte und Angestellte schaffen sich gegenseitig Arbeit.

Parkinson erläuterte dies am Beispiel der Königlich-Britischen Marine aus dem Jahr 1930. Danach entwickelt sich der Angestelltenstab in jeder Verwaltung nach der Formel:
{\displaystyle x={\frac {k^{m}+L}{n}}}
Dabei ist k die Zahl der Angestellten, die Beförderung anstreben, indem sie neue Untergebene einstellen; L ist die Differenz zwischen dem Alter der Einstellung und dem Alter der Pensionierung; m die Anzahl der Arbeitsstunden pro Mann, die der Anfertigung von Memoranden im internen Büroverkehr dienen und  n die Zahl der Verwaltungseinheiten, die vom Personal des Büros tatsächlich erledigt werden. x ist die Zahl der neuen Angestellten, die von Jahr zu Jahr angeheuert werden müssen.
Nach Parkinson beträgt die jährliche Zunahme des Personals ohne Rücksicht auf die Variationen der Arbeitsmenge zwischen 5,17 und 6,56 %.